# TMEM136
TMEM136 (англ. Transmembrane protein 136) – білок, який кодується однойменним геном, розташованим у людей на 11-й хромосомі. Довжина поліпептидного ланцюга білка становить 245 амінокислот, а молекулярна маса — 27 859.
| 10         |  | 20         |  | 30         |  | 40         |  | 50         |
| ---------- |  | ---------- |  | ---------- |  | ---------- |  | ---------- |
| MALALCLQVL |  | CSLCGWLSLY |  | ISFCHLNKHR |  | SYEWSCRLVT |  | FTHGVLSIGL |
| SAYIGFIDGP |  | WPFTHPGSPN |  | TPLQVHVLCL |  | TLGYFIFDLG |  | WCVYFQSEGA |
| LMLAHHTLSI |  | LGIIMALVLG |  | ESGTEVNAVL |  | FGSELTNPLL |  | QMRWFLRETG |
| HYHSFTGDVV |  | DFLFVALFTG |  | VRIGVGACLL |  | FCEMVSPTPK |  | WFVKAGGVAM |
| YAVSWCFMFS |  | IWRFAWRKSI |  | KKYHAWRSRR |  | SEERQLKHNG |  | HLKIH      |

A: Аланін

C: Цистеїн

D: Аспарагінова кислота

E: Глутамінова кислота

F: Фенілаланін

G: Гліцин

H: Гістидин

I: Ізолейцин

K: Лізин

L: Лейцин

M: Метіонін

N: Аспарагін

P: Пролін

Q: Глутамін

R: Аргінін

S: Серин

T: Треонін

V: Валін

W: Триптофан

Задіяний у такому біологічному процесі, як альтернативний сплайсинг. 
Локалізований у мембрані.